# Самір Мамедов
Самір Мамедов (азерб. Samir Məmmədov; 15 травня 1988, Баку) — азербайджанський боксер, призер чемпіонату світу та Європи серед аматорів.

## Боксерська кар'єра
Боксом Самір Мамедов почав займатися в шкільному віці. З 2005 року почав брати участь у міжнародних змаганнях. Того ж року став чемпіоном Європи серед молоді у найлегшій вазі.
На чемпіонаті Європи 2006 здобув перемоги над Вачаганом Авагяном (Вірменія) та Жеромом Тома (Франція), а у фіналі програв Георгію Балакшину (Росія) і отримав срібну медаль. Того ж року взяв участь у чемпіонаті світу серед молоді, але вибув з боротьби у 1/8 фіналу.
На чемпіонаті світу 2007 Мамедов здобув чотири перемоги, а у півфіналі програв Роші Воррену (США) — 13-26.
На Олімпійських іграх 2008 Самір Мамедов переміг Абдельїлла Наїла (Марокко), а у 1/8 фіналу програв Сомжит Джонгжохор (Таїланд) — 2-10.
На чемпіонаті Європи 2008 Мамедов стартував у категорії до 54 кг, але програв у першому бою.